# 斯爾詹·巴比奇
斯爾詹·巴比奇（1996年4月22日—）是一位塞爾維亞足球運動員。在場上的位置是中後衛。現效力於西甲球隊艾美利亞。塞爾維亞國家足球隊成員。